# Экология в Мариуполе
Экология в Мариуполе

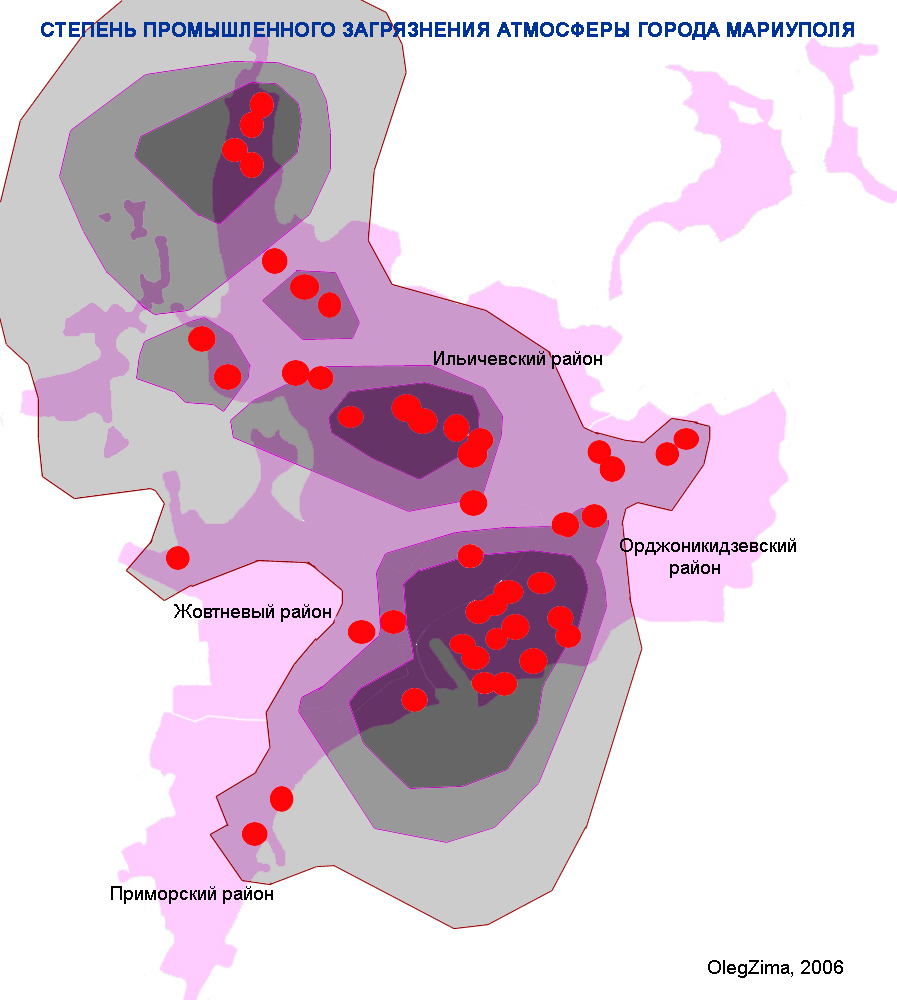
Степень загрязнения атмосферы города

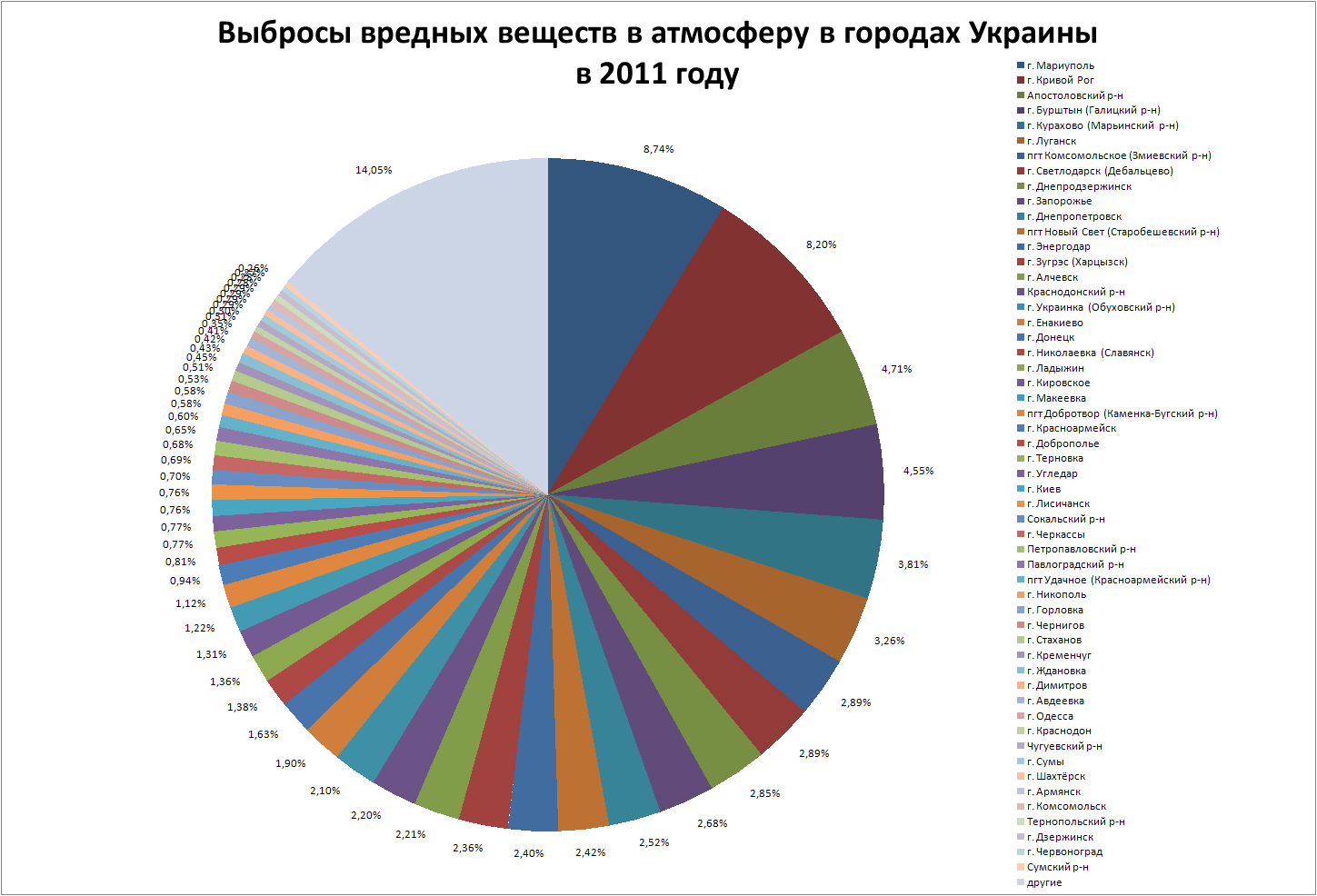
Мариуполь. Экология. Город на Украине. 2011

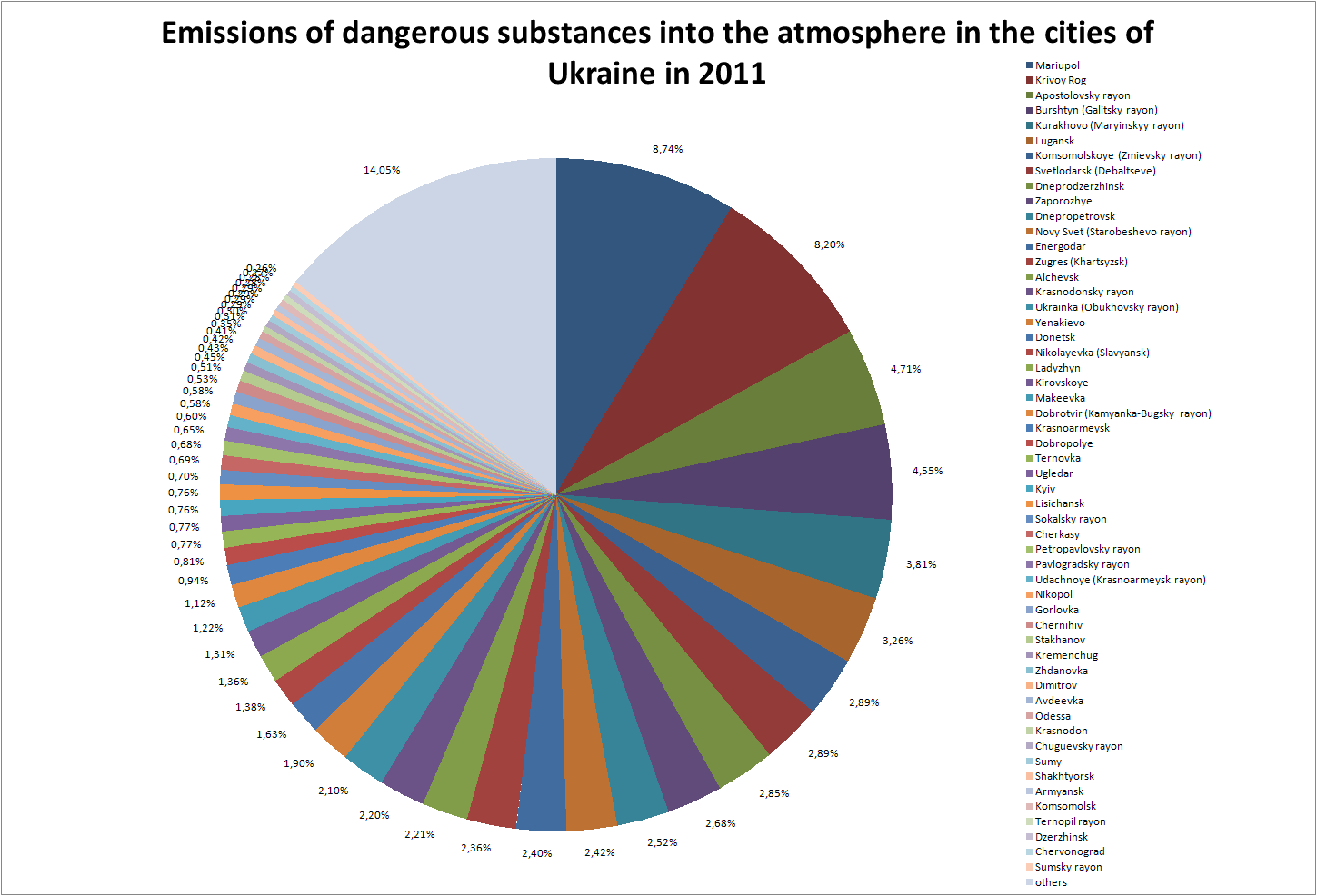
Мариуполь. Экология. Город на Украине. 2011 (английский язык)

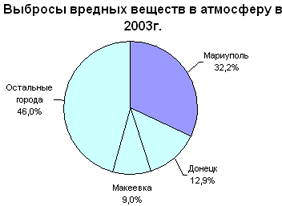
Мариуполь. Экология. Город в Донецкой области. 2003

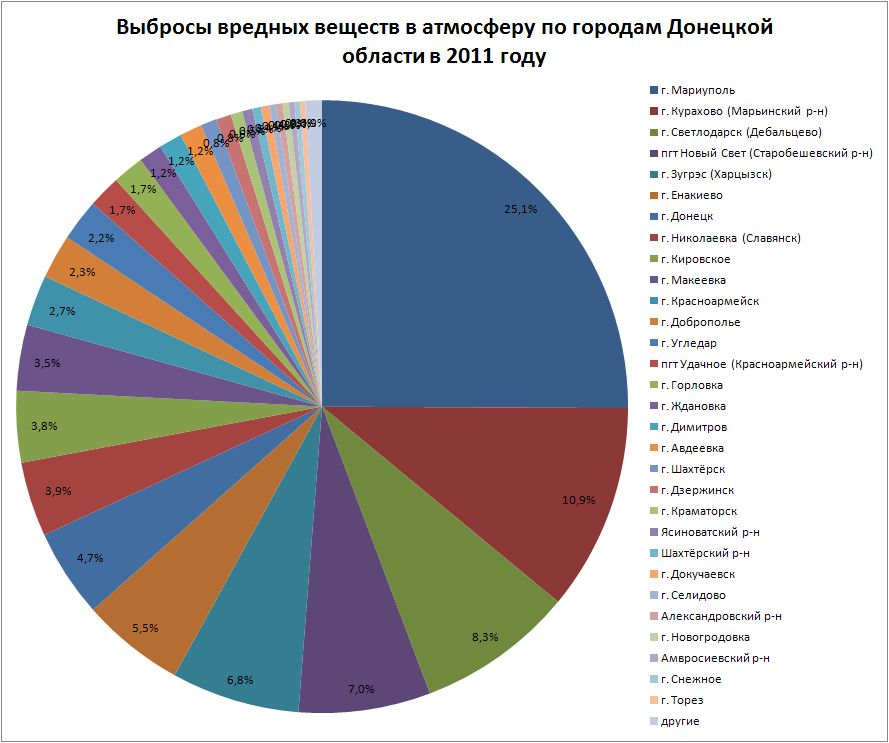
Мариуполь. Экология. Город в Донецкой области. 2011

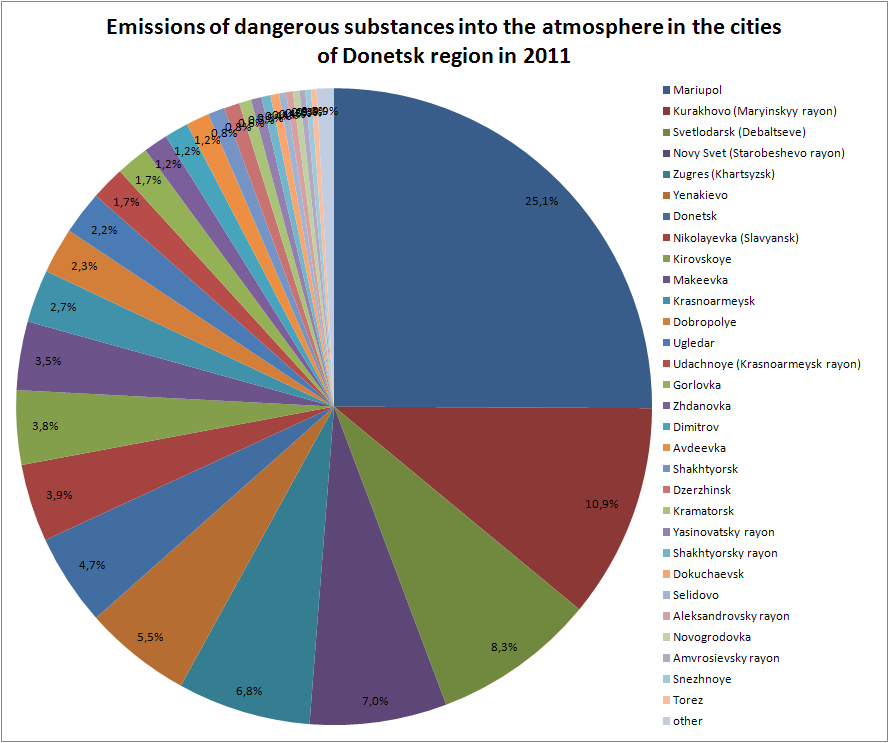
Мариуполь. Экология. Город в Донецкой области. 2011 (английский язык)

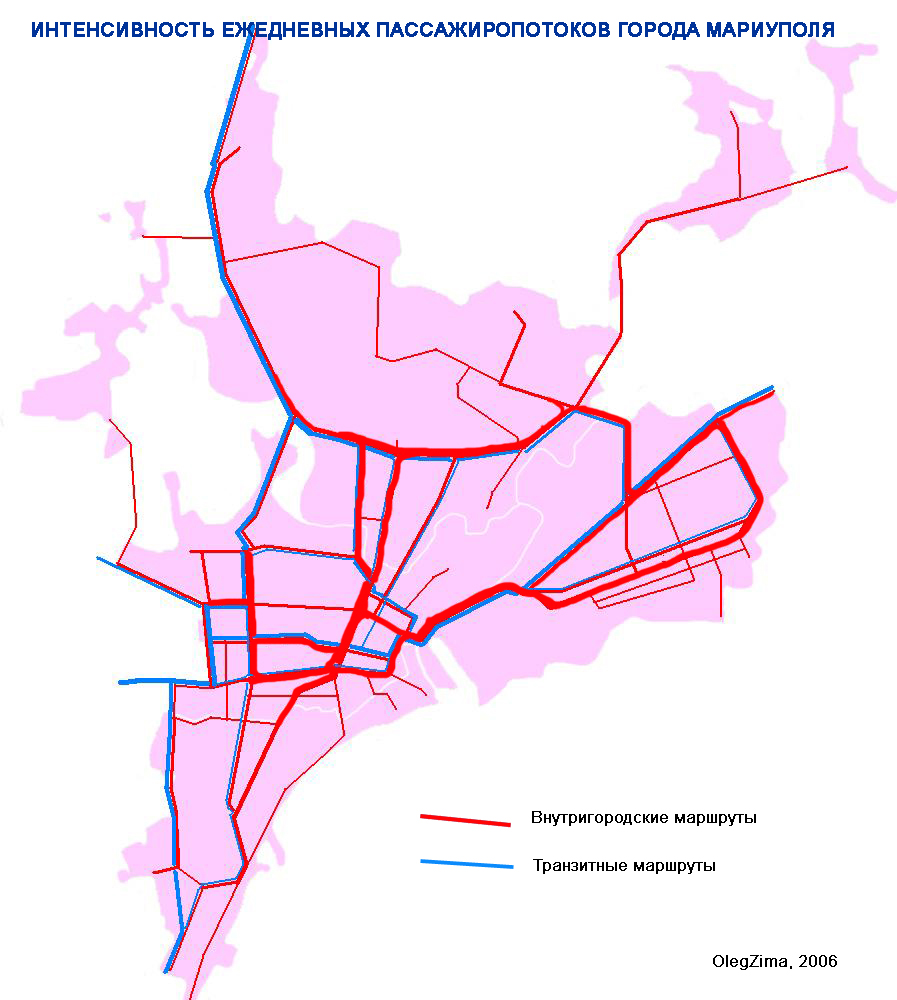
Интенсивность пассажиропотоков Мариуполя

В связи со стабильной работой большинства крупных предприятий, город постоянно сталкивается с экологическими проблемами. В конце 70-х годов XX века Жданов (Мариуполь) по количеству промышленных выбросов в атмосферу занимал 3-е место в СССР (после Новокузнецка и Магнитогорска). В настоящее время (с 2004 года) Мариуполь — первый город (и в целом населённый пункт) по объёмам загрязнения атмосферы от стационарных источников загрязнения Украины и Европы.

## Проблемы атмосферного воздуха
Не совсем продуманное расположение площадок для строительства Азовстали и Маркохима (предполагалась экономия в транспортных расходах, как во время строительства в 1930-х годах, так и во время последующей эксплуатации) привело к тому, что согласно розе ветров, в основном все выбросы относятся в центральные районы Мариуполя. Несколько спасает положение высокая интенсивность этих ветров и географическая «ровность» рельефа, что не позволяет долгое время скапливаться загрязнителям.
Пылегазовые выбросы предприятий формируют над городом тяжёлую тёмно-фиолетовую дымку, содержащую вредные примеси в концентрациях, во много раз превышающие предельно допустимые. Город расположен на возвышенной слабоволнистой равнине, обрывающейся к морю крутым уступом. Рельеф местности и наличие постоянных ветров (зимой — бора, летом — бриз) обеспечивает хорошую проветриваемость территории города и рассеивание пылегазовых выбросов. В то же время при ветре усиливается пыление многочисленных отвалов промышленных отходов, песчаных и эродированных участков почвенного покрова.

### Количество выбросов
В 1989 году всеми предприятиями города выбрасывалось в атмосферу через 5215 источников загрязнения 752,9 тыс. тонн вредных веществ в год (около 98 % приходилось на металлургические комбинаты и «Маркохим»).
Из 316,4 тыс. тонн выброшенных вредных веществ (в том числе твёрдых — 11,0 % — 34,9 тыс. тонн, газообразных — 89,0 % — 281,5 тыс. тонн) предприятиями города в 1999 году приходилось:
- 69,2 % — 218,8 тыс. тонн на Мариупольский металлургический комбинат имени Ильича;
- 26,9 % — 85,2 тыс. тонн на Металлургический комбинат «Азовсталь»;
- 3,0 % — 9,5 тыс. тонн на Мариупольский коксохимический завод «Маркохим»;
- 0,9 % — 2,9 тыс. тонн на другие предприятия.

В 1999 году образовано промышленных отходов I—IV классов — 8,5 млн тонн, в том числе:
- 62,9 % — 5,35 млн тонн — Мариупольский металлургический комбинат имени Ильича;
- 38,8 % — 3,3 млн тонн — Металлургический комбинат «Азовсталь»;
- 0,6 % — 50,6 тыс. тонн — Мариупольский коксохимический завод «Маркохим».

Количество выбросов вредных веществ в атмосферу от стационарных источников загрязнения по годам:
| год                     | тонн всего | тонн от ММК им. Ильича | % от ММК им. Ильича | тонн от МК «Азовсталь» | % от МК «Азовсталь» | плотность на 1 км², кг | объём на 1 чел., кг | тонн углекислого газа |
| ----------------------- | ---------- | ---------------------- | ------------------- | ---------------------- | ------------------- | ---------------------- | ------------------- | --------------------- |
| 1989                    | 752900,0   |                        |                     |                        |                     | 3085655,7              | 1371,4              |                       |
| 1990                    | 610200,0   |                        |                     |                        |                     | 2500819,7              | 1109,0              |                       |
| 1993                    | 404200,0   |                        |                     |                        |                     | 1656557,4              | 737,6               |                       |
| 1994                    | 327100,0   |                        |                     |                        |                     | 1340573,8              | 600,1               |                       |
| 1995                    | 340400,0   |                        |                     |                        |                     | 1395082,0              | 629,0               |                       |
| 1996                    | 338900     |                        |                     |                        |                     | 1388934,4              | 640,6               |                       |
| 1997                    | 350300,0   |                        |                     |                        |                     | 1435655,7              | 676,0               |                       |
| 1998                    | 324500,0   |                        |                     |                        |                     | 1329918,0              | 627,7               |                       |
| 1999                    | 316400,0   |                        |                     |                        |                     | 1296721,3              | 614,4               |                       |
| 2000                    | 340400,0   |                        |                     |                        |                     | 1395082,0              | 663,5               |                       |
| 2001                    | 363600,0   |                        |                     |                        |                     | 1490163,9              | 706,0               |                       |
| 2002                    | 370000,0   |                        |                     |                        |                     | 1516393,4              | 722,6               |                       |
| 2003                    | 401600,0   | 257300,0               | 64,1%               | 124800,0               | 31,1%               | 1645901,6              | 803,2               |                       |
| 2004                    | 418900,0   | 264900,0               | 63,2%               | 140400,0               | 33,5%               | 1716803,3              | 838,1               |                       |
| 2005                    | 425700,0   | 263200,0               | 61,8%               | 149900,0               | 35,2%               | 1744672,1              | 853,1               |                       |
| 2006                    | 397300,0   | 229000,0               | 57,6%               | 165700,0               | 41,7%               | 1628278,7              | 797,9               |                       |
| 2007                    | 421145,2   | 254800,0               | 60,5%               | 163800,0               | 38,9%               | 1725410,0              | 854,0               |                       |
| 2008                    | 359380,8   | 220380,0               | 61,3%               | 136098,0               | 37,9%               | 1472872,2              | 729,0               |                       |
| 2009                    | 283910,9   | 158806,5               | 55,9%               | 120982,4               | 42,6%               | 1163569,3              | 576,3               |                       |
| 2010                    | 364306,5   | 216731,0               | 59,5%               | 143595,2               | 39,4%               | 1493059,5              | 745,7               | 20043181,0            |
| 2011                    | 382362,4   | 233600,0               | 61,1%               | 144800,0               | 37,9%               | 1567058,9              | 784,4               | 20764735,8            |
| 2012 (первое полугодие) | 182358,3   | 114300,0               | 62,7%               | 65900,0                | 36,1%               | 747370,1               | 374,1               | 9239727,0             |

В структуре загрязнителей Мариуполь абсолютный рекордсмен Украины по суммарным выбросам в атмосферу угарного газа, оксидов азота, формальдегида. Основная динамика структуры загрязнителей — постоянное увеличение выбросов пыли (в том числе металлов), что визуально определяется в пределах города, так в 2007 году два металлургические комбината (составляющие около 99 % выбросов) выбросили 14404,3 тонн пыли, в 2009 году 16060,5 тонн, а в 2011 году 21125,0 тонн.
В 1999—2003 годах отмечались следующие объёмы выбросов разных загрязняющих веществ:
- пыль
  - 1999 год — 34898 тонн
  - 2002 год — 38822 тонн
  - 2003 год — 40027 тонн
- диоксид азота
  - 1999 год — 19743 тонн
  - 2002 год — 25755 тонн
  - 2003 год — 26510 тонн

По данным 2007 года среди видов загрязняющих веществ преобладали следующие:
- угарный газ (CO) — 336500 тонн (79,91 %)
- оксиды азота (NOX) — 25500 тонн (6,06 %)
- диоксид серы (SO2) — 23300 тонн (5,53 %)
- пыль (в том числе металлы) — 15000 тонн (3,56 %)
- метан — 400 тонн (0,09 %)
- другие — 20400 тонн (4,84 %)

По данным 2011 года среди загрязнителей (не считая парниковых газов — углекислого газа) преобладают следующие (по двум металлургическим комбинатам, составляющим около 99 % выбросов):
- угарный газ (CO) — 305022,5 тонн (79,77 %)
- диоксид серы (SO2) — 21424,5 тонн (5,60 %)
- пыль (в том числе металлы) — 21125,0 тонн (5,52 %)
- оксиды азота (NOX) — 18458,6 тонн (4,83 %)
- другие — 16331,8 тонн (4,27 %)

### Уровень загрязнения
Опасными загрязняющими веществами для города Мариуполя являются пыль, диоксид азота, аммиак и формальдегид, для которых среднегодовые концентрации превышают ГДК, а уровень высокого загрязнения стабилен в течение многих лет. В Мариуполе по веществам аммиак и формальдегид наблюдается тенденция снижения уровня загрязнения с 2000 года, хотя среднегодовые концентрации остаются выше ГДК. По диоксиду азота наблюдается тенденция роста, хотя уровень загрязнения атмосферного воздуха этим веществом ниже, чем в городах Донецк и Макеевка. Опасная ситуация превышения среднесуточных концентраций выше ГДК наблюдается по пыли, диоксиду азота и фенола.
Даже в период некоторого ослабления активности промышленности в государстве (середина 90-х годов XX века) предельно-допустимая концентрация (ПДК) многих загрязнителей окружающей среды была превышена. По данным 2007 года:
- для формальдегида в 5,7 раза (максимальное превышение по всем городам Донецкой области)
- для пыли в 1,33 раза
- для аммиака в 1,3 раза
- для фенола в 1,3 раза
- для диоксида азота в 1,25 раза

Средняя (не максимальная!) за год ПДК загрязняющих веществ даже в год мирового экономического кризиса и спада промышленного производства в Мариуполе — 2008 года также значительно превышала норму:
- для формальдегида — 4,08 ПДК (ПДКСР = 0,003 мг/м³, то есть в Мариуполе — 0,0122)
- для пыли — 1,96 ПДК (ПДКСР = 0,15 мг/м³)
- для аммиака — 0,83 ПДК (ПДКСР = 0,04 мг/м³)
- для диоксида азота — 0,83 ПДК (ПДКСР = 0,04 мг/м³)
- для фенола — 0,78 ПДК (ПДКСР = 0,003 мг/м³)
- для оксида азота — 0,44 ПДК (ПДКСР = 0,06 мг/м³)
- для диоксида серы — 0,17 ПДК (ПДКСР = 0,05 мг/м³)

Средняя за февраль 2012 года ПДК в Мариуполе:
- для формальдегида — 4,6 ПДК
- для пыли — 1,2 ПДК
- для диоксида азота — 1,5 ПДК

В жилых районах, непосредственно примыкающих к промышленным гигантам, концентрация бензапирена (канцероген) колеблется в пределах 6-9 ПДК ((ПДКСР = 0,000001 мг/м³)), фтористого водорода, аммиака, формальдегида — 2-3,5 ПДК, пыли, окислов углерода, сероводорода — 6-8 ПДК, диоксида азота — 2-3 ПДК. Было зафиксировано случаи превышения ПДК по фенолу в 17 (!) раз, а бензапирена до 13-14 раз.
Решением коллегии Госуправления охраны окружающей природной среды в Донецкой области № 3 от 13 октября 2011 года «Исполнение природоохранного законодательства предприятиями — основными загрязнителями атмосферного воздуха» отмечено, что «уровни загрязнения атмосферного воздуха [в Мариуполе] возросли в несколько раз по сравнению с 2004 годом…».

## Проблемы водоёмов
В бедственном положении находится и Азовское море вблизи города. Улов рыбы по всему морю сократился за последние 30-40 лет в несколько раз. Море в районе Мариуполя тёмно-бурого цвета, особенно в центральной части набережной, где впадает река Кальмиус, сток которой, как и сток её правобережного притока реки Кальчик, на 70—80 % сформирован из шахтных и сточных вод. В Таганрогский залив попадают городские сточные воды Мариуполя и его крупнейших промышленных предприятий, имеющих самостоятельные выпуски. На качество морской воды в Таганрогском заливе неблагоприятно сказывается прибрежное морское течение, формирующееся под влиянием стока реки Дон. Течение относит загрязнённые воды Дона и сточные воды Таганрога на запад, в сторону Мариуполя. Прозрачность морской воды в районе Мариуполя снижается до 0,5 метра, в то время как в открытой части Азовского моря прозрачность воды составляет 8 метров. Азовское море является внутренним морем. Процессы водообмена, a, следовательно, и процессы самоочищения идут в нём весьма замедленно. Период водообмена Азовского моря составляет 60—80 лет.
Сток Кальмиуса и сбросы сточных вод предприятий Мариуполя приводят к снижению содержания кислорода в придонном слое моря практически до нуля, особенно в летнее время. Это вызывает периодические заморы рыбы. Заморы усиливаются в послепаводковый период, когда с повышением скорости и интенсивности прибрежного морского течения со дна мелководья поднимается накопленный за многие годы большой слой донных отложений техногенного происхождения. В акватории Таганрогского залива ржавеют многочисленные остовы брошенных морских судов.

### Количество выбросов
В 1999 году предприятиями города было сброшено в водоемы (реки Кальчик, Кальмиус, Азовское море) 885,0 млн м³ сточных вод (в том числе 403,9 млн м³ загрязнённых сточных вод), в том числе:
- 87,1 % — 770,5 млн м³ на Металлургический комбинат «Азовсталь», в том числе 357,9 млн м³ — загрязнённых;
- 5,1 % — 45,5 млн м³ на Мариупольский металлургический комбинат имени Ильича;

Количество выбросов загрязнённых сточных вод:
| год  | сброс загрязнённых сточных вод МК Азовсталь | сброс загрязнённых сточных вод ММК им. Ильича | объём загрязняющих воду веществ МК Азовсталь | объём загрязняющих воду веществ ММК им. Ильича |
| ---- | ------------------------------------------- | --------------------------------------------- | -------------------------------------------- | ---------------------------------------------- |
|      | млн м³                                      | млн м³                                        | тонн                                         | тонн                                           |
| 1999 | 770,5                                       | 45,5                                          |                                              |                                                |
| 2000 | 780,0                                       | 40,0                                          |                                              |                                                |
| 2003 | 840,0                                       | 49,0                                          |                                              |                                                |
| 2004 | 842,5                                       | 49,2                                          | 72421,3                                      | 208044,4                                       |
| 2005 | 778,3                                       | 49,1                                          | 72357,1                                      | 208040,8                                       |
| 2006 | 850,3                                       | 47,3                                          | 72413,5                                      | 208039,0                                       |
| 2007 | 945,1                                       | 45,4                                          | 80486,9                                      | 199767,0                                       |

### Уровень загрязнения
Показатели загрязнения реки Кальмиус:
| год       | минерализация | азот аммонийный | азот нитратный | азот нитритный | фосфаты | БПК5 |
| --------- | ------------- | --------------- | -------------- | -------------- | ------- | ---- |
|           | мг/дм³        | мг/дм³          | мг/дм³         | мг/дм³         | мг/дм³  |      |
| 1947-1949 | 3160          | 19,8            | 36,0           | 20,0           |         |      |
| 1994-1996 | 3750          | 0,24            | 2,2            | 0,10           | 0,32    | 2,4  |
| 2004-2006 | 4950          | 0,58            | 19,8           | 0,4            | 0,83    | 3,2  |
| 2008      | 2181          | 1,12            | 1,34           | 0,81           | 1,54    | 3,2  |

Резкое превышение загрязнения биогенными веществами в 1947—1949 годах было связано с разрушением городских очистных сооружений.
Показатели загрязнения реки Кальчик:
| год       | минерализация | азот аммонийный | азот нитратный | азот нитритный | фосфаты | БПК5 |
| --------- | ------------- | --------------- | -------------- | -------------- | ------- | ---- |
|           | мг/дм³        | мг/дм³          | мг/дм³         | мг/дм³         | мг/дм³  |      |
| 1947-1949 | 1423          |                 |                |                | 0,076   |      |
| 1994-1996 | 2020          | 0,2             | 2,5            | 0,03           | 0,21    | 2,5  |
| 2004-2006 | 2420          | 0,48            | 25,6           | 0,55           | 0,87    | 3,3  |
| 2008      | 3063          | 0,93            | 1,50           | 0,8            | 0,34    | 2,8  |

В 2007 году в пункте наблюдения в пределах города Мариуполя в воде реки Кальмиус средние концентрации превышали норму по азоту нитритному в 12,2 раза, по сульфату в 8,4 раза, по нефтепродуктам в 1,4 раза. Минерализация колебалась от 1900 мг/л на входе в город Мариуполь до 3300 мг/л на выходе из города. В том же году в воде реки Кальчик в городе Мариуполь средние концентрации превышали предельно допустимые концентрации по азоту нитритному в 15,9 раза, по азоту аммонийному в 6,5 раза, по сульфату в 9,9 раза.
По данным Государственной экологической инспекции Азовского моря в 2008 году концентрации взвешенных веществ в сточных водах ОАО "Мариупольский металлургический комбинат «Азовсталь» колебались в пределах 28-52 мг/л, нефтепродуктов — 0,1-0,65 мг/л (2,0−13,0 ПДК), железа — 1,02-2,16 мг/л (10,2-21,6 ПДК), азота аммонийного — 4,0-5,62 мг/л (10,0-14,0 ПДК).

## Загрязнения почв
Территория города, особенно его прибрежная часть, захламлена остатками металлических конструкций и свалками производственных отходов, пересечена многочисленными железнодорожными подъездными путями. Много делается в Мариуполе для утилизации промышленных отходов. На базе переработки доменных шлаков создано производство строительных материалов и изделий. Однако объём накопления промышленных отходов продолжает расти и достиг уже 2,5 млрд т. В 2008 году по количеству вновь созданных опасных отходов — 121,4503 тыс. тонн (18,9 % областного объёма) Мариуполь занял второе место в области после Макеевки, а по объёму накопившихся токсических отходов — 182,9894 тыс. тонн — четвёртое место после Макеевки, Донецка и Дзержинска.
В пределах Мариуполя (по состоянию на 2007 год) имеются участки территории, почвы которых содержат значительно превышающие средние по области концентрации тяжёлых металлов:
- марганец — 5438 мг/кг (ПДК — до 1500)
- хром — 1012 мг/кг (ПДК — 6,0)
- свинец — 145,4 мг/кг (ПДК — 32,0) и 377,6 мг/кг (на территории радиаторного завода)
- цинк — 128,8 мг/кг (ПДК — 23,0) — на территории аглофабрики ММК имени Ильича
- медь — 20,4 мг/кг (ПДК — 3,0)
- ртуть — 2,6-2,8 мг/кг

Несмотря на довольно тяжёлую экологическую обстановку Мариуполь продолжает оставаться климатическим и бальнеологическим курортом.
Представить какая ужасная экологическая обстановка в городе, можно, просмотрев записи, сделанные камерой, установленной на один из жилых домов города 1 2 Архивная копия от 10 апреля 2016 на Wayback Machine.

### Статьи
- Связь экологической ситуации в Мариуполе с онкологической заболеваемостью населения Архивная копия от 24 сентября 2008 на Wayback Machine